# Дейвід Вашингтон
Дейвід Вашингтон де Соуза Еуженіо (порт. Deivid Washington de Souza Eugênio, нар. 5 червня 2005, Ітумбіара, Бразилія) — бразильський футболіст, нападник лондонського «Челсі».
На правах оренди грає в бразильському «Сантосі».

## Ігрова кар'єра

### Клубна
Дейвід Вашингтон є вихованцем бразильських клубів «Греміу» та «Сантоса». У віці 16 років футболіст підписав із «Сантосом» перший професійний контракт на три роки. У 2022 році Вашингтон став кращим бомбардиром чемпіонату штату у своїй віковій категорії.
З 2023 року нападник почав займатися з першою клубною командою і 11 квітня 2023 року у матчі Кубка Бразилії дебютував у першій команді. Через тиждень після того Дейвід продовжив контракт з клубом до 2026 року.
В серпні 2023 року Вашингтон перейшов до англійського «Челсі», з яким підписав контракт на сім років з можливістю продовження ще на рік. 28 жовтня 2023 року у матчі проти «Брентфорда» нападник провів першу гру в складі «Челсі».
В лютому 2025 року Вашингтон повернувся до свого колишнього клубу «Сантоса» на правах оренди до грудня 2025 року.

### Збірна
На початку 2025 року Дейвід Вашингтон у складі молодіжної збірної Бразилії брав участь у молодіжному чемпіонаті Південної Америки у Венесуелі, де команда Бразилії стала переможцем турніру.

## Титули
Бразилія (U-20)
 Чемпіон Південної Амерки: 2025